# Prolaz Burden
Prolaz Burden (eng. Burden Passage) je morski prolaz između otoka D'Urville i otoka Bransfield, na sjeveroistočnom kraju Antarktičkog poluotoka. Ucrtan je 1947. godine od strane Falklandskih otoka Dependencies Survey i nazvan po Eugeneu Burdenu (1892. – 1979.), koji je, kao zapovjednik Trepasseya, prvi plovio prolazom u siječnju 1947. godine.